# 高尾和行
高尾 和行（たかお かずゆき、1967年5月12日 - ）は、日本のビーチバレー選手、元インドアバレーボール選手である。「ミスタービーチバレー」の異名を持つビーチバレー界の草分け的存在であり、歴代男子最多優勝回数を誇る。

## 来歴
佐賀県出身。法政大学時代よりビーチバレーを始め、1989年のFIVBワールドシリーズ（現ワールドツアー）で3位となる。
1990年のビーチバレージャパンでは大学の同期である菅野幸一郎とのペアで初優勝。
1994年の広島アジア大会でも金メダルを獲得。
1996年には瀬戸山正二とのペアでアトランタ五輪出場、17位となる。
1997年からキングオブザビーチ2連覇など国内外で多くのタイトルを獲得。
2001年のビーチバレージャパンでは小川貴史とのペアで優勝。
2003年にはビーチバレー男子日本代表監督に就任した。
2018年3月、新クラブチームである福岡春日シーキャッツ（現・カノアラウレアーズ福岡）の監督。
2019年、母校である佐賀県立佐賀工業高等学校バレーボール部OB・OG会会長に就任。
2019年11月末、福岡春日シーキャッツ、退団。
2021年、福岡ギラソール設立、監督に就任。

## 所属チーム
- 佐賀県立佐賀工業高等学校
- 法政大学
- 住友金属ギラソール（1990-1996年）